# Dedinky
Dedinky es un municipio del distrito de Rožňava en la región de Košice, Eslovaquia, con una población estimada a final del año 2024 de 224 habitantes.
Se encuentra ubicado al oeste de la región, en la cuenca hidrográfica del río Hernád, y cerca de la frontera con la región de Banská Bystrica y Hungría.

## Demografía
| Año        | 1994 | 2004     | 2014    | 2024     |
| ---------- | ---- | -------- | ------- | -------- |
| Población  | 432  | 303      | 279     | 224      |
| Diferencia |      | −29,86 % | −7,92 % | −19,71 % |

| Año        | 2023 | 2024    |
| ---------- | ---- | ------- |
| Población  | 225  | 224     |
| Diferencia |      | −0,44 % |